# Ma voix t'accompagnera
Pour plus de détails, voir Fiche technique et Distribution.
Ma voix t'accompagnera est un film documentaire belge et français réalisé par Bruno Tracq, co-produit par Arte, la RTBF (télévision belge) et BeTV, sorti en 2020. Le film suit deux femmes anesthésistes des Cliniques Saint-Luc à Bruxelles, qui utilisent l'hypnose lors d'opérations chirurgicales et dans leur quotidien de médecins. Il a obtenu la Golden Frog (prix du Meilleur Documentaire) au festival Camerimage 2021.

## Synopsis
Dans un grand hôpital de Bruxelles, Fabienne Roelants et Christine Watremez, médecins anesthésistes chevronnées et amies, pratiquent l'hypnose pour certains actes médicaux et certaines opérations chirurgicales. Le plus souvent, l'hypnose est utilisé en complément de l'anesthésie locale, pour éviter l'anesthésie générale. Le film est une chronique du quotidien de ces médecins et des patient·e·s dont elles s'occupent, mais contient aussi des séquences oniriques qui font voir les voyages des personnes sous hypnose, notamment dans des natures vastes et accueillantes.

## Production

### Titre
Le titre du film est une référence à l'ouvrage de Milton H. Erickson, Ma voix t'accompagnera.

### Tournage
Le tournage s'est déroulé à Bruxelles de novembre 2017 à février 2019, en petites périodes de tournage. Les images de nature ont été tournées aux États-Unis.

## Fiche technique
- Titre : Ma voix t'accompagnera
- Titre anglais : My voice will be with you
- Réalisation : Bruno Tracq
- Production : Benoit Roland, François Ladsous
- Société de production : Wrong Men, Supermouche Productions, Things to Come
- Photographie : Tristan Galand
- Son : Yann-Elie Gorans, David Vranken, Thibault Darscotte, Fabrice Osinski
- Musique : Loup Mormont
- Montage : Bruno Tracq
- Effets visuels : Emilien Lazaron, Roman Hill, Digital District
- Pays d'origine : Belgique, France
- Langue de tournage : français
- Format : couleurs - 2.35 - 5.1
- Genre : documentaire
- Durée : 84 minutes
- Date de sortie : 2020

## Récompenses
- Golden Frog du Meilleur Documentaire au festival Camerimage 2021[4]
- Best Fine Art Film au festival Alexandre Trauner ART/Film 2021
- Prix Spécial du Jury au festival International Red Cross Film 2021

### Nominations
- Magritte 2022 : meilleur long métrage documentaire, meilleure musique originale pour Loup Mormont